# Hyperaspis octonotata
Hyperaspis octonotata är en skalbaggsart som beskrevs av Thomas Casey 1899. Hyperaspis octonotata ingår i släktet Hyperaspis och familjen nyckelpigor. Inga underarter finns listade i Catalogue of Life.